# Лори Холс Андерсон
Лори Холс Андерсон (англ. Laurie Halse Anderson, настоящее имя — Лори Бет Халсе (Laurie Beth Halse), род. 23 октября 1961, Потсдам, США) — американская писательница, автор романов Говори и Wintergirls. В 2009 году Андерсон получила почётную премию Маргарет А. Эдвардс, которая присуждается Американской библиотечной ассоциацией за вклад в литературу для молодёжи.

## Биография
Лори Бет Халсе родилась 23 октября 1961 года в Постдаме, штат Нью-Йорк, в семье Рональда Франка и Ингрид Халсе. В этом городе она росла и воспитывалась вместе со своей младшей сестрой Лизой. Её отец был священником методистской церкви. Лори с детства любила читать, предпочитая фэнтези и научную фантастику. Писать начала рано, но не думала всерьёз о том, что когда-нибудь станет писателем. Несмотря на определённые трудности с математикой в школе, Лори планировала получить медицинскую степень.
После того, как девушке исполнилось шестнадцать лет, она отправилась в Данию, где провела тринадцать месяцев, работая на свиноферме. Вернувшись домой, будущая писательница устроилась в магазин одежды. Низкий заработок подтолкнул её к решению получить образование.
Выбор пал на Онондагский общественный колледж в штате Нью-Йорк, США. Параллельно с учёбой Лори подрабатывала дояркой на молочной ферме. После колледжа девушка в 1981 году поступила в Джорджтаунский университет, который окончила в 1984 году с дипломом бакалавра лингвистики.
В 1985 году вышла замуж за Грега Андерсона, от которого родила двух дочерей, Стефани и Мередит. Брак оказался неудачным и после развода писательница перебралась в город Мехико штата Нью-Йорк. Там она вышла замуж во второй раз. Новым избранником Лори Андерсон стал Скот Ларраби, по собственному признанию писательницы, «её первая детская любовь». Спустя долгие годы разлуки, пройдя каждый через неудачный брак, они встретились снова и поженились, соединив свои семьи (у каждого на момент свадьбы было по двое детей).

## Творчество
Свои первые книги Лори Халсе Андерсон написала, работая внештатным корреспондентом в газете The Philadelphia Inquirer. В 1996 году выходит её первый детский роман Ndito Runs, о приключениях кенийской девочки, которая каждый день была вынуждена пробегать несколько миль, добираясь до школы.
В 1999 году выходит в свет молодёжный роман Говори, вероятно, самая знаменитая на сегодняшний день книга Андерсон. Темой книги стало отчуждение тринадцатилетней девушки, подвергшейся сексуальному насилию. Говори получил несколько наград и попал в шорт-лист National Book Award, главной литературной премии США. Несколько недель книга находилась в списке бестселлеров New York Times и была переведена на 16 мировых языков. В 2004 году по роману был снят одноимённый фильм с участием такой звезды Голливуда, как Кристен Стюарт.
В 2002 году публикуются сразу два романа писательницы: исторический триллер Fever, 1793, повествующий об эпидемии жёлтой лихорадки в Филадельфии, а также Catalyst, действие которого происходит в той же средней школе, что и в романе Говори. Каждый из романов был удостоен нескольких литературных наград — точно так же, как и вышедшие в следующие несколько лет Thank You, Sarah!, Prom, Twisted, Chains. Книги Андерсон, одной из самой популярной в США молодёжных писательниц, почти постоянно находятся в списках бестселлеров New York Times и получают лучшие оценки литературных критиков.
Wintergirls, последний на сегодняшний день роман Лори Халсе Андерсон, был опубликован в марте 2009 года. Писательница рассказывает историю двух подруг Лии и Кэсси, страдающих анорексией. Кэсси умирает ночью при странных обстоятельствах, оставив на мобильном телефоне Лии 33 пропущенных вызова. Преодолевая страх и чувство вины, находясь на грани жизни и смерти, Лия обращается к прошлому, чтобы понять, что произошло в ту роковую ночь. Газета The Washington Post упомянула о романе как о «чтении одновременно болезненном и захватывающем», а New York Times отозвалась рецензией со словами: «Мы одобряем Лию, но порой она бывает невыносима».

## Признание
В 2009 году писательница была удостоена премии Маргарет А. Эдвардс, которая присуждается Американской библиотечной ассоциацией за «значительный вклад в литературу для молодёжи». Премию писательница получила за три романа, вышедших с 1999 по 2002 годы: Говори, Fever, 1793 и Catalyst. В речи, подготовленной Американской библиотечной ассоциацией, говорилось о романах Андерсон как о «захватывающих и великолепных», а председатель группы отметил, что писательница «даёт слово тинэйджерам, переживающим тяжёлые перемены, но при этом достаточно смелыми, чтобы оставаться честными с самими собой».
Некоторые из иллюстрированных детских книг Андерсон попали в списки рекомендуемой для чтения литературы и завоевали ряд наград. За роман Говори писательница была удостоена премии Эдгара Аллана По, премии «Золотой змей», а также главного книжного приза издания Los Angeles Times. Кроме того, роман был номинирован на награду Майкла Принтца и National Book Award в категории молодёжной литературы. Роман Chains в 2008 году также попал в список финалистов National Book Award, получив при этом награду Скота О’Делла, которая вручается с 1982 года за достижения в области исторической художественной литературы.

## Экранизации
- Говори (Speak, 2004) — фильм повествует о девочке-подростке Мелинде Сордино, которую изнасиловали, о её переживаниях и жизни после.

## Интересные факты
Писательница терпеть не может, когда её имя произносят неправильно. Она даже записала обращение к людям с просьбой корректно произносить её имя.<http://www.teachingbooks.net/pronounce.cgi?aid=1199>
После запрета на чтение школе романа Говори в штате Миссури прокатилась волна массовых протестов. Некоторые педагоги штата сочли этот роман «лёгкой порнографией» и решили, что неуместно рекомендовать такое чтиво подросткам. Писательница Джуди Блум, возмущённая тем, что изнасилование классифицировали как порнографию, извратив весь глубокий смысл книги, с остальными сторонниками романа начала свою войну в интернете и при помощи социальных сетей нашла множество защитников книги и тех, кому она помогла.

### Молодёжные романы
- Говори/Speak (1999)
- Catalyst (2002)
- Prom (2005)
- Twisted (2007)
- Wintergirls (2009)

### Исторические романы
- Fever 1793 (2000)
- Chains (2008)
- Forge (2010)
- Ashes (2016)

### Книги для детей
- Ndito Runs (1996)
- Turkey Pox (1996)
- No Time for Mother’s Day (2001)
- The Big Cheese of Third Street (2002)
- Thank You, Sarah! The Woman Who Saved Thanksgiving (2002)
- Independent Dames: What You Never Knew About the Women and Girls of the American Revolution (2008)
- The Hair of Zoe Fleefenbacher Goes to School (2009)
- Fight for Life: Maggie (2000)
- Homeless: Sunita (2000)
- Trickster: David (2000)
- Manatee Blues: Brenna (2000)
- Say Good-Bye: Zoe (2001)
- Storm Rescue: Sunita (2001)
- Teacher’s Pet: Maggie (2001)
- Trapped: Brenna (2001)
- Fear of Falling: David (2001)
- Time to Fly (2002)
- Masks (2002)
- End of the Race (2003)
- New Beginnings (2012)
- Acting Out (2012)
- Helping Hands (2013)